# الهيئة العامة للمستشفيات والمعاهد التعليمية (مصر)
الهيئة العامة للمستشفيات والمعاهد التعليمية هي هيئة حكومية مصرية تابعة لوزارة الصحة والسكان، وتشرف على 15 مستشفى تعليمي و9 معاهد تخصصية تابعة.

## التشريعات المُنظِمة
- قرار رئيس الجمهورية رقم 1002 لسنة 1975.[3]
- قرار رئيس الجمهورية رقم 774 لسنة 1976.[4]
- قرار رئيس الجمهورية رقم 19 لسنة 2010.[5]
- قرار رئيس الجمهورية رقم 460 لسنة 2017.[6]

## المهام
- المساهمة الفعالة في توفير الرعاية الطبية للمواطنين طبقاً لسياسة الدولة الصحية بأعلى مستوى من الجودة والكفاءة في كل فروع التخصص الطبية
- إتاحة فرصة التدريب والتعليم الطبي كامله لجيل جديد من الأطباء والفنيين ليكون قادراً على سد احتياجات المواطنين في مجالات الخدمة الطبية
- توفير الإمكانات اللازمة للدراسات العليا والبحوث الطبية للمساهمة بصوره فعالة في حل المشاكل الصحية للجماهير مع مسايرة التطور العالمي في مجال البحوث الطبية
- تطبيق أفضل وأحدث نظم الطب الوقائي ومكافحة التلوث والحفاظ على البيئة
- التعاون بين المستشفيات والمعاهد التخصصية وبين أجهزة وزارة الصحة وكليات الطب ومراكز البحث الأخرى في الدولة لتوفير التنسيق اللازم لتحقيق أغراض وأهداف الهيئة

ومن أهم صور هذا التعاون “الزمالة المصرية" وبروتوكول التعاون مع جامعة القاهرة وجامعة عين شمس والمعهد القومي للأورام.

## المستشفيات والمعاهد التابعة

### المستشفيات
1. مستشفى أحمد ماهر التعليمي.
2. مستشفى المطرية التعليمي.
3. مستشفى الساحل التعليمي.
4. مستشفى الجلاء التعليمي.
5. مستشفى شبين الكوم التعليمي.
6. مستشفى الجمهورية التعليمي.
7. مستشفى بنها التعليمي.
8. مستشفى دمنهور التعليمي.
9. مستشفى سوهاج التعليمي.
10. مستشفى الأحرار التعليمي.
11. مستشفى المبرة التعليمي.
12. مستشفى دنشال التعليمي.
13. مستشفى حميات إمبابة.
14. مستشفى كبد المحلة التعليمي.
15. مستشفى أورام الاسماعيلية التعليمي.

### المعاهد
1. المعهد القومي للقلب.
2. المعهد القومي للجهاز الحركي والعصبي.
3. المعهد القومي للكلى والمسالك البولية.
4. المعهد القومي للكبد والامراض المتوطنة.
5. المعهد القومي للسكر والغدد الصماء.
6. معهد السمع والكلام.
7. معهد الرمد التذكاري.
8. المعهد القومي للتغذية.[8]
9. معهد بحوث الحشرات الطبية.[9]

## رؤساء الهيئة
- محمد مصطفى عبد الحميد عبد الغفار.[10]
- محمد فوزى السودة.[10]

## أنظر أيضاً
- الهيئة العامة للتأمين الصحي.
- الهيئة العامة للرعاية الصحية.
- المؤسسة العلاجية.
- أمانة المراكز الطبية.

## وصلات خارجية
- الموقع الرسمي للهيئة.
- الصفحة الرسمية للهيئة على موقع فيس بوك.